# Cachalot (lớp tàu ngầm)
Lớp tàu ngầm Cachalot bao gồm hai tàu ngầm cỡ trung bình được Hải quân Hoa Kỳ chế tạo vào giai đoạn giữa hai cuộc thế chiến, trong phạm vi giới hạn về kích cỡ mà Hiệp ước Hải quân London năm 1930 đặt ra. Chúng nguyên được đặt tên là V-8 và V-9, nên cũng được gọi chung thành "V-boat" cho dù không có liên quan gì đến những chiếc từ V-1 đến V-7.
Một nghiên cứu rộng rãi được tiến hành nhằm xác định kích cỡ tàu ngầm tối ưu trong phạm vi giới hạn của hiệp ước, có ưu tiên cho sức mạnh, tầm xa hoạt động và lực lượng có thể duy trì các xa căn cứ, như hoàn cảnh hoạt động tại Thái Bình Dương yêu cầu.   Joseph W. Paige thuộc Văn phòng Chế tạo và Sửa chữa Hải quân đã đề ra thiết kế cơ bản, và xưởng đóng tàu Electric Boat Company chịu tránh nhiệm sắp xếp chi tiết; trong bối cảnh Electric Boat chưa từng đóng tàu ngầm mới nào sau khi đóng bốn tàu ngầm cũ cho Peru, và những chiếc V-boat đều do các xưởng hải quân chế tạo. Cuttlefish trở thành tàu ngầm đầu tiên được đóng tại xưởng đóng tàu mới của Electric Boat tại Groton, Connecticut.

## Thiết kế
Cho dù có dáng vẽ bên ngoài giống những "tàu ngầm hạm đội" sau này, nội thất bên trong của lớp Cachalot rất khác biệt. Dưới sức ép của Hội nghị Sĩ quan Tàu ngầm, chúng có cấu trúc vỏ kép toàn bộ vốn áp dụng theo chiếc U-135 của Hải quân Đế quốc Đức, hệ thống động lực diesel-điện vận hành trực tiếp, một phòng ăn thủy thủ đoàn riêng biệt, và bố trí rộng rải chung quanh tháp chỉ huy với một cầu tàu lớn vốn bị thu nhỏ lại trong Thế Chiến II khi bố trí lại khẩu pháo 3 inch (76 mm) trên boong ra phía trước cầu tàu. Hải pháo 3-inch được lựa chọn do lập luận vào thời đó rằng: một khẩu pháo lớn hơn sẽ khuyến khích hạm trưởng tàu ngầm đối đầu trên mặt nước với tàu chống ngầm đối phương có ưu thế hơn; pháo 3-inch tiếp tục là trang bị tiêu chuẩn cho đến đầu Chiến tranh Thế giới thứ hai, khi người ta nhận ra yêu cầu phải trang bị cỡ pháo lớn hơn.
Electric Boat đã áp dụng rộng rãi kỹ thuật hàn, vốn do Xưởng hải quân Portsmouth đi tiên phong khi chế tạo những chiếc "V-boat" trước đó. Trên Cuttlefish, phần lớn vỏ ngoài và các thùng nhiên liệu được hàn trong khi vỏ chịu áp lực bên trong vẫn tiếp tục được ghép bằng đinh tán. Tại Portsmouth, trong khi những bộ phận không quan trọng của Cachalot được hàn, bao gồm cấu trúc thượng tầng, các khung nâng đỡ và thùng chứa bên trong, họ vẫn giữ lại kỹ thuật ghép đinh tán cho cả vỏ trong lẫn vỏ ngoài. Trong chiến tranh, các mảnh ghép đinh tán là nguyên nhân gây ra sự rò rỉ nhiên liệu.
Vào lúc chế tạo, các con tàu được trang bị hai động cơ diesel được chế tạo nhượng quyền theo giấy phép của MAN Kiểu M9Vu 40/46 hai thì 9-xy lanh dẫn động trực tiếp, công suất 1.535 hp (1.145 kW) mỗi chiếc, và một động cơ diesel MAN phụ hai thì vận hành một máy phát điện công suất 330 kW (440 hp). Động cơ phụ được sử dụng để nạp điện cho ắc quy dự trữ hay để tăng cường tốc độ di chuyển trên mặt nước thông qua hệ thống diesel-điện để cấp điện cho động cơ điện.
Do cấu trúc vỏ kép toàn bộ, các thùng chứa bên ngoài quá hẹp gây khó khăn cho việc bảo trì, đồng thời động cơ diesel MAN cũng thường xuyên gặp trục trặc, nên buộc phải thay thế bằng kiểu động cơ General Motors-Winton 16-258 bốn thì vào những năm 1936-1938. Dù sao lớp tàu này là một đóng góp lớn cho sinh hoạt trên tàu dễ chịu hơn, khi là chiếc tàu ngầm đầu tiên trang bị điều hòa không khí cũng như lần đầu tiên trang bị máy tính dữ liệu ngư lôi Mark 1.

## Lịch sử hoạt động
Những tính toán nhằm giới hạn kích cỡ lại trở nên quá mức làm cho những tàu ngầm lớp Cachalot bị giới hạn đáng kể tầm xa hoạt động tuần tra. Lớp Porpoise tiếp theo của Hải quân Hoa Kỳ lớn hơn khoảng 300 tấn, và mỗi lớp tàu ngầm tiếp theo lại tăng dần trọng lượng choán nước cho đến lớp Gato năm 1941 (ngoại trừ hai chiếc lớp Mackerel thử nghiệm vào năm 1939). Sau khi mỗi chiếc thực hiện được ba chuyến tuần tra tại Mặt trận Thái Bình Dương, lớp Cachalot được rút về làm nhiệm vụ huấn luyện từ tháng 9, 1942, sau khi đã có nhiều chiếc lớp Gato được đưa vào hoạt động.

## Những chiếc trong lớp
| Tên (số hiệu lườn)  | Xưởng đóng tàu            | Đặt lườn          | Hạ thủy           | Nhập biên chế    | Xuất biên chế     | Số phận      |
| ------------------- | ------------------------- | ----------------- | ----------------- | ---------------- | ----------------- | ------------ |
| Cachalot (SS-170)   | Xưởng hải quân Portsmouth | 21 tháng 10, 1931 | 19 tháng 10, 1933 | 1 tháng 12, 1933 | 17 tháng 10, 1945 | Tháo dỡ 1947 |
| Cuttlefish (SS-171) | Electric Boat Company     | 7 tháng 10, 1931  | 21 tháng 11, 1933 | 8 tháng 6, 1934  | 24 tháng 10, 1945 | Tháo dỡ 1947 |